# Château d'Éclance
Le château d'Éclance est un château situé à Éclance, en France.

## Localisation
Le château est situé sur la commune d'Éclance, dans le département français de l'Aube.

## Historique
L'édifice est inscrit au titre des monuments historiques en 1982.